# Mięta polej
Mięta polej (Mentha pulegium L.) – gatunek roślin z rodziny jasnotowatych (Lamiaceae Lindl.). 

## Rozmieszczenie geograficzne
Występuje w Afryce Północnej, na Wyspach Kanaryjskich, Azorach, Maderze, większości obszaru Europy (bez Skandynawii) oraz w Azji Zachodniej, na Kaukazie i w Turkmenistanie. Jako gatunek zawleczony rozprzestrzenił się także w Australii, Nowej Zelandii, w Ameryce Północnej i Południowej oraz na niektórych wyspach Pacyfiku (Hawaje). W Polsce raczej rzadki i występuje głównie na południu.

## Morfologia

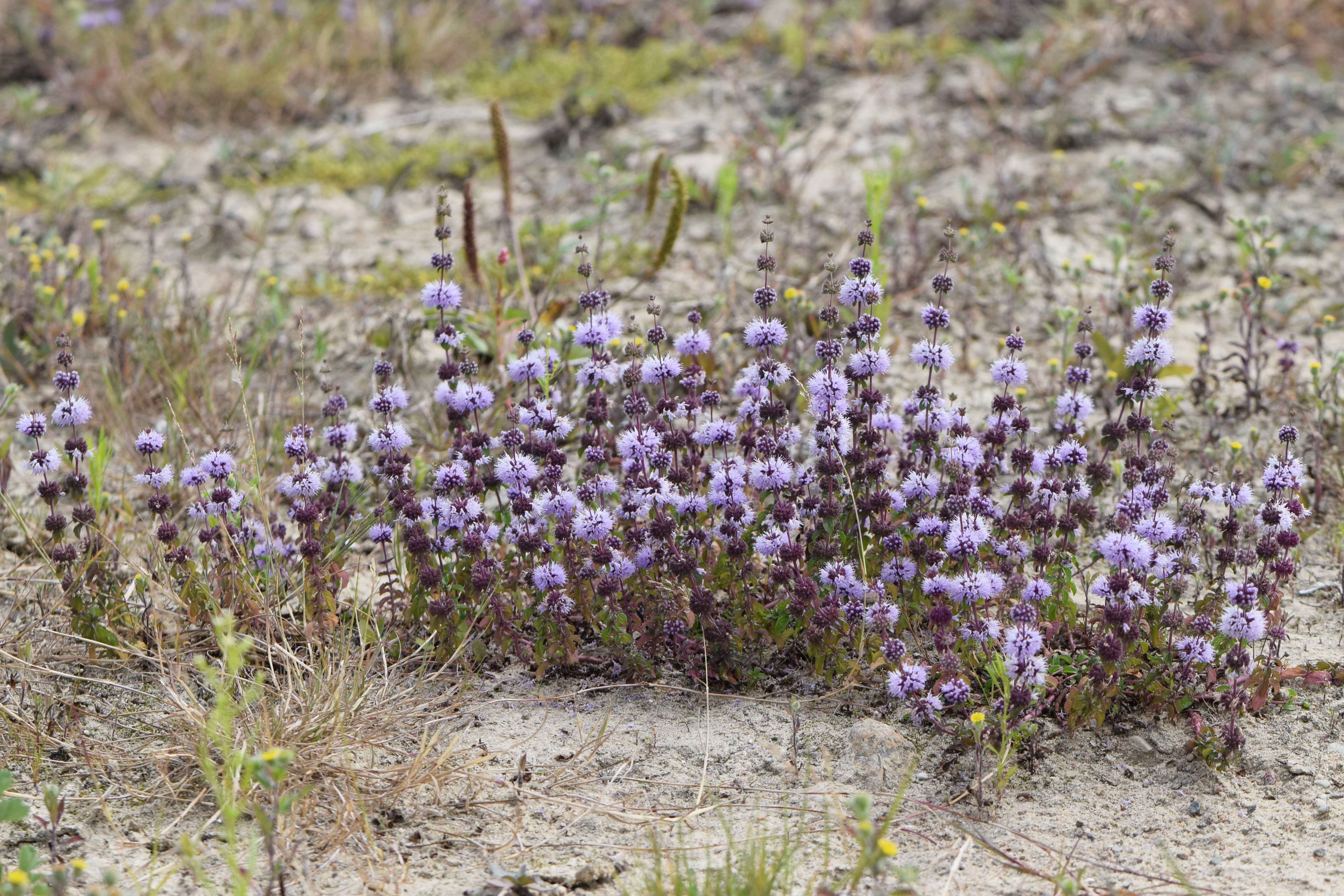
Pokrój

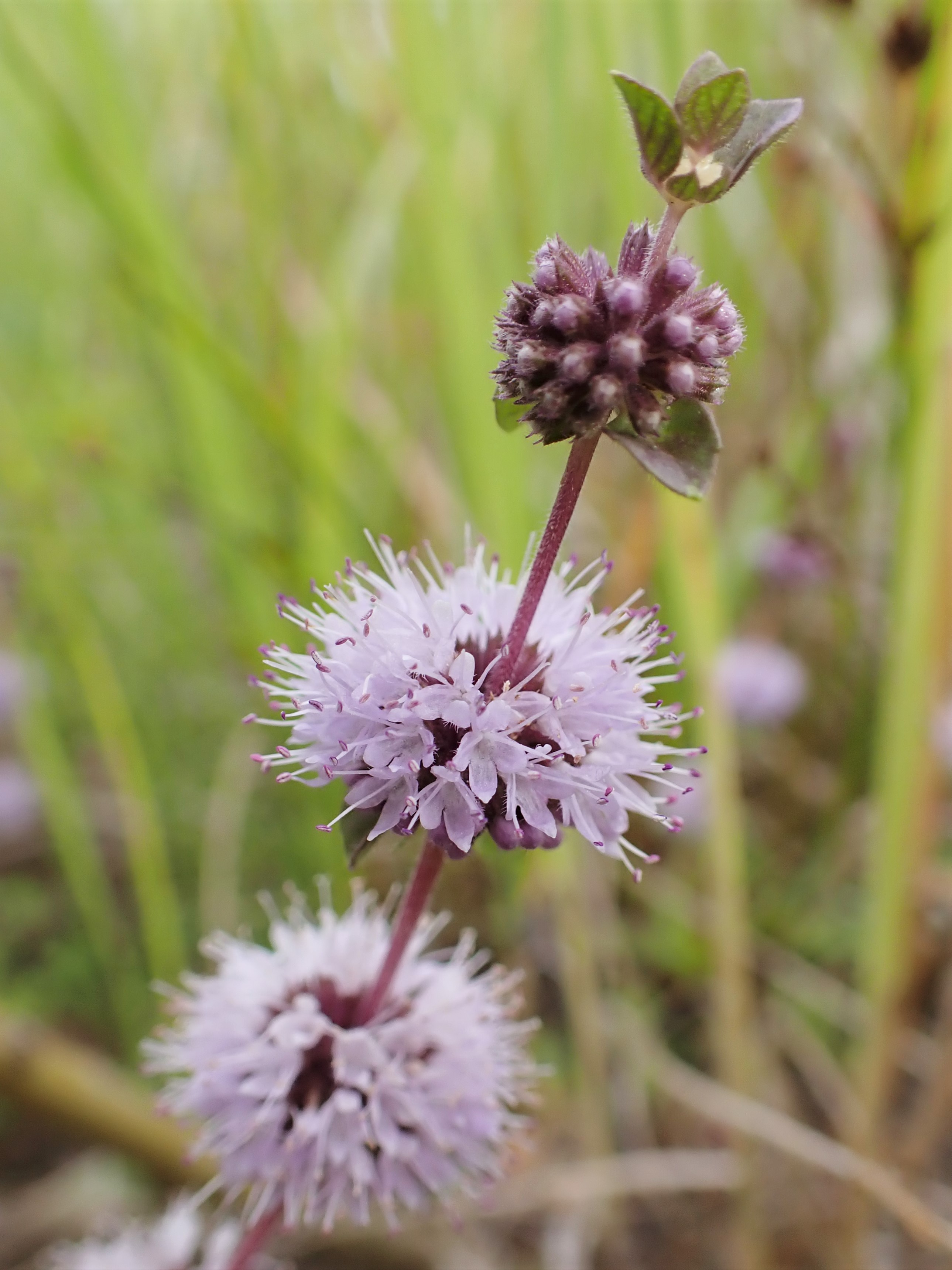
Kwiaty

ŁodygaDo 40 cm wysokości.
LiścieNiewielkie, eliptyczne lub odwrotnie jajowate, piłkowane, ogonkowe.
KwiatyGrzbieciste, zebrane w niby-okółki w kątach liści. Korona kwiatu różowa lub biała, owłosiona z zewnątrz, rozdęta w górze, długości 5-6 mm. Kielich 10-13 nerwowy, długości 2,5-3 mm. Gardziel kielicha zamknięta pierścieniem włosków. Ząbki wargi dolnej węższe od ząbków wargi górnej.

## Biologia i ekologia
Bylina, hemikryptofit. Rośnie na brzegach wód, mokradłach i rowach. Kwitnie od lipca do września. Gatunek charakterystyczny klasy Isoёto-Nanojuncetea i związku Agropyro-Rumicion crispi.

## Zagrożenia
Roślina umieszczona na Czerwonej liście roślin i grzybów Polski (2006) w grupie gatunków rzadkich (kategoria zagrożenia: R). W wydaniu z 2016 roku otrzymała kategorię VU (narażony).

## Zastosowanie
Roślina lecznicza, stosowana przy przeziębieniach, rozdrażnieniach, chorobach skóry oraz dolegliwościach ze strony układu pokarmowego (mdłości, niestrawność).

## Uprawa
Jest bardzo łatwa w uprawie. Rozmnaża się wyłącznie wegetatywnie, przez podział kłączy. Ze względu na jej dużą ekspansywność należy oddzielać ją od innych roślin uprawnych, gdyż łatwo je zagłusza i staje się chwastem. Najlepiej rośnie na żyznej, próchnicznej glebie i na słonecznym stanowisku. (Strefy mrozoodporności 7-10). Może być uprawiana w pojemnikach, ale wówczas należy ją systematycznie podlewać..